# Aaron Robinson
Aaron Robinson (Deerfield Beach, 10 novembre 1998) è un giocatore di football americano statunitense che milita nel ruolo di cornerback per i New York Giants della National Football League (NFL).

## Carriera professionistica

### New York Giants
Robinson al college giocò a football ad Alabama e alla University of Central Florida. Fu scelto nel corso del terzo giro (71º assoluto) del Draft NFL 2021 dai New York Giants. A causa di un infortunio saltò i primi due mesi di gioco, chiudendo la sua stagione da rookie con 24 tackle e 3 passaggi deviati in 9 presenze, di cui 2 come titolare.